# Mitsubishi B2M
Le Mitsubishi B2M était un bombardier-torpilleur embarqué japonais des années 1920-30. Il fut construit par Mitsubishi sur une conception du britannique Blackburn Aircraft et fut utilisé par la Marine impériale japonaise.

## Étude et développement
En 1927, la compagnie japonaise Mitsubishi commissionna l'avionneur britannique Blackburn Aircraft de l'étude d'un avion qui serait construit sous licence par Mitsubishi pour répondre à l'appel d'offres de la marine impériale japonaise pour un avion embarqué de reconnaissance et bombardier-torpilleur devant remplacer ses B1M. Blackburn produisit le Blackburn T.7B, version agrandie de son Ripon, qui était en cours d'étude pour la Fleet Air Arm britannique.
Le T.7B était un biplan de trois places, construit en tubes d'acier avec les ailes hautes équipées de becs de bord d'attaque Handley Page, propulsé par un moteur Hispano-Suiza 12Lbr de 625 ch (466 kW).
L'étude remporta la compétition et un prototype (désigné 3MR4) commandé à Blackburn. Il effectua son premier vol le 28 décembre 1929 à l'usine de Blackburn à Brough, dans le Yorkshire et fut embarqué pour le Japon en février 1930.
Trois prototypes furent construits par Mitsubishi au Japon avant que l'avion ne soit approuvé sous le nom Navy Type 89-1 Model 1 Carrier Attack Plane ou Mitsubishi B2M1.

## Histoire opérationnelle
Le B2M1 est entré en service dans la marine impériale japonaise en mars 1932, à bord des porte-avions Akagi, Kaga et Hōshō. Des modifications pour améliorer la maintenance donnèrent le B2M2 ou Navy Type 89-2 Carrier Attack Plane, puis le B2M1 avec quelques progrès en performances. 204 appareils des deux versions furent produits.
Les B2M furent beaucoup utilisés pour des bombardements à haute et basse altitude contre la Chine au début de la seconde guerre sino-japonaise en 1937,.

## Variantes

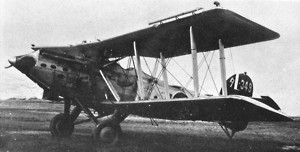
Mitsubishi B2M bombardier torpilleur embarqué

Blackburn T.7B
Prototype construit par Blackburn Aircraft.
Mitsubishi 3MR4
Trois prototypes construits au Japon.
Misubishi B2M1
Premiers avions de production.
Mitsubishi B2M2
Version améliorée voilure réduite et queue modifiée.

## Opérateurs
Japon
- Marine impériale japonaise

## voir aussi

### Développement lié
- Blackburn Ripon
- Douglas DT